# Luzula canariensis
Luzula canariensis är en tågväxtart som beskrevs av Jean Louis Marie Poiret. Luzula canariensis ingår i Frylesläktet som ingår i familjen tågväxter. Inga underarter finns listade i Catalogue of Life.